# Aleksandr Alekhin
Aleksandr Aleksandrovitj Alekhin (også stavet Aljechin, Alekhine og Alechin; russisk: Александр Александрович Алéхин, tr. Aleksandr Aleksandrovitj Alékhin; russisk udtale: [alʲɛk'sandr̠ alʲɛk'sandr̠ovʲiʨ  a'lʲɛxin]; født 31. oktober eller 1. november 1892, død 24. marts 1946) var en russiskfødt skakstormester og -verdensmester, kendt for sit angrebslystne og nyskabende spil. Han blev fransk statsborger tre dage før verdensmesterskabet i 1927.
17 år gammel vandt Alekhin det russiske amatørmesterskab i skak i St. Petersborg med tolv sejre, to remis og to tabte. 
I 1914, efter at Alekhin var kommet på en tredjeplads bag Emanuel Lasker og José Raúl Capablanca i en turnering i St. Petersborg, blev han af zar Nikolai 2. udnævnt til en de fem oprindelige stormestre, Emanuel Lasker, José Raúl Capablanca, Aleksandr Aljekhin, Siegbert Tarrasch og Frank Marshall.
Alekhin har boet i flere forskellige lande og talte russisk, fransk, tysk og engelsk.

## Verdensmestertitlen
I 1927 vandt han verdensmestertitlen fra Capablanca, en stor overraskelse i hele skakverdenen. Etter denne sejr var han den dominerende spiller i lang tid, og han tabte kun 7 af 238 turneringspartier i perioden 1927–1935.
I 1935 tabte han titlen til Max Euwe, men generobrede den i 1937. Han spillede ikke flere titelkampe og beholdt titlen frem til sin død.

## Åbningsteori
Flere skakåbninger og varianter har fået navn efter Alekhin. Alekhins forsvar (1. e4 Nf6) er den vigtigste. 